# Amy Johnson
Amy Johnson (Kingston upon Hull, Inglaterra, 1 de julio de 1903-Londres, 5 de enero de 1941) fue una piloto pionera de la aviación británica. Fue la primera mujer piloto en volar sola de Gran Bretaña a Australia. 
Volando en solitario o con su marido, Jim Mollison, estableció numerosos registros de larga distancia durante la década de 1930. Voló en la Segunda Guerra Mundial como parte de Auxiliar de Transporte Aéreo (ATA) y murió durante un vuelo transportando un avión de la Royal Air Force desde la fábrica hasta la base de combate.
Recibió la Orden del Imperio Británico en el grado de comendador (C.B.E.).

## Biografía
Realizó los estudios en su ciudad natal, licenciándose más tarde en arte y economía por la Universidad de Sheffield. Trabajó en Londres como secretaria y se inició en la aviación por afición, al inscribirse en el London Airplane Club y obteniendo su licencia de piloto a finales de 1929. Ese mismo año fue la primera mujer británica en obtener el título de técnico en mantenimiento de  aeronaves (ground engineer's license). Lo que luego le valió que la Women's Engineering Society (WES) en marzo de 1930 la eligió miembro de su organización.
En 1930 fue la primera mujer que voló desde Inglaterra hasta Australia, en un vuelo en solitario de 17 600 kilómetros a bordo de un De Havilland Gipsy Moth (registro G-AAAH) sin radio, que hoy en día se encuentra en el Museo de Ciencias de Londres. Partió de Croydon, al sur de Londres el 5 de mayo y aterrizó en Darwin el 24 de mayo.
Por esta hazaña recibió el Trofeo Harmon, así como la Orden del Imperio Británico en su grado de Comendador (C.B.E.).
El avión que compró de segunda mano al señor De Havilland fue nombrado Jason en homenaje a la empresa familiar de su padre que la ayudó a adquirirlo. 
Realizó otros vuelos notables entre 1931 y 1933 como la primera persona en vuelo solitario que cubrió Londres y Moscú en un día. Se casó en 1932 con el piloto escocés Jim Mollison, del que se divorció en 1938, con el cual realizaron vuelos de récords.
Sus vuelos destacados la convirtieron en famosa, le compusieron canciones en su honor, la reconocieron como heroína por sus récords en vuelos de larga distancia y en ser pionera de la aviación femenina.

## Fallecimiento
Falleció en Londres, el 5 de enero de 1941, en un trágico accidente cuando pilotaba un avión, cayendo al río Támesis. Mientras volaba un Airspeed Oxford para el Air  Transport Auxiliary (ATA) de Prestwick vía Blackpool a RAF Kidlington cerca de Oxford, Johnson se salió de su curso debido a condiciones climáticas adversas. Supuestamente sin combustible, se tiró del paracaídas cuando su avión se estrelló contra el estuario del Támesis cerca de Herne Bay.
La tripulación del "HMS Haslemere" vio el paracaídas de Johnson que bajaba y la vio viva en el agua, pidiendo ayuda. Las condiciones eran malas: había un mar embravecido y una marea fuerte, la nieve caía y hacía mucho frío. El teniente comandante Walter Fletcher, el comandante de Haslemere, se zambulló en el agua en un intento de rescatar a Johnson. Fletcher falló en el intento. Como resultado del intenso frío, murió en el hospital días después. En 2016, Alec Gill, un historiador, afirmó que el hijo de un miembro de la tripulación declaró que Johnson había muerto porque fue atrapada por las palas de las hélices del barco; el tripulante no observó que esto ocurriera, pero solo supuso que podría haberlo hecho. Este reclamo no ha sido verificado, ya que el cuerpo de Johnson nunca fue recuperado.
El 14 de enero de 1941 se celebró un servicio en memoria de Johnson en la iglesia de St. Martin in the Fields. A Walter Fletcher se le otorgó póstumamente la medalla Albert en mayo de 1941.
Como miembro de la ATA sin una tumba conocida, bajo el nombre de Amy V. Johnson, es conmemorada por la Comisión de la Commonwealth War Graves en el Memorial de las Fuerzas Aéreas en Runnymede.

### Circunstancias controvertidas
Johnson había sido una de las suscriptoras originales de la oferta de acciones de Airspeed. Se ha insinuado, más recientemente, que su muerte pudo deberse al fuego amigo. En 1999, se informó que Tom Mitchell, de Crowborough, Sussex, afirmó haber disparado contra el avión de Johnson cuando dos veces no proporcionó el código de identificación correcto durante el vuelo. Mitchell explicó cómo se avistó el avión y se contactó con él por radio. Una solicitud fue hecha para la señal. Ella dio el equivocado dos veces. «Dieciséis rondas de proyectiles fueron disparados y el avión se zambulló en el estuario del Támesis. Todos pensamos que era un avión enemigo hasta el día siguiente cuando leímos los documentos y descubrimos que era Amy. Los oficiales nos dijeron que nunca le contáramos a nadie lo sucedido.»